# Beatrice d'Angiò
Beatrice d'Angiò (Napoli, 9 gennaio 1252 – Andria, 1275) fu una principessa di Napoli e Sicilia per nascita, nonché Imperatrice consorte titolare di Costantinopoli come moglie di Filippo di Courtenay.

## Biografia
Beatrice d'Angiò nacque da Carlo I d'Angiò e Beatrice di Provenza, fra i suoi fratelli si ricorda Carlo II di Napoli, mentre fra gli altri parenti il discorso si fa più ampio. Suo padre era uno dei figli minori di Luigi VIII di Francia, quindi Beatrice era nipote del re e sua madre era figlia di Raimondo Berengario IV di Provenza e sorella di Eleonora di Provenza, moglie di Enrico III d'Inghilterra. Quindi Beatrice era nipote, per sangue o acquisizione, di due dei più potenti monarchi europei e imparentata con le famiglie reali di mezzo continente.
Nel 1267 venne siglato il Trattato di Viterbo fra suo padre Carlo e Baldovino II di Costantinopoli che trasferì al re di Sicilia molti dei diritti che deteneva sul suo, perduto, Impero latino di Costantinopoli. Il trattato diede al padre la sovranità su Corfù, su alcune città in Albania, oltre che il controllo sul Principato d'Acaia e sulle Isole egee, con l'eccezione di Lesbo, Chio, Samo, Amorgo e quelle detenute dalla Repubblica di Venezia. Sempre secondo il trattato, venne organizzato il matrimonio fra Filippo di Courtenay, erede effettivo dell'Impero Latino, e Beatrice, che di Carlo era la secondogenita. Se il matrimonio fosse stato senza figli, i diritti del genero sarebbero passati al suocero. Beatrice all'epoca dell'accordo era attorno ai quindici anni.
Ci vollero ancora diversi anni prima che il matrimonio avesse effettivamente luogo e Beatrice si sposò infine a Foggia il 15 ottobre 1273, lei aveva da poco passato i venti e il marito era una decina d'anni più vecchio di lei. Baldovino morì poco dopo e il titolo di imperatore, ancora senza impero, passò a Filippo.
Beatrice morì fra la fine dell'autunno e l'inizio dell'inverno del 1275, lei e Filippo ebbero una sola figlia:
- Caterina I di Courtenay.

Filippo le sopravvisse di otto anni.

## Ascendenza
|                                    |                        |                           | Genitori                 |  |  | Nonni |  |  | Bisnonni              |  |  | Trisnonni            |  |
|                                    |                        |                           |                          |  |  |       |  |  | Filippo II di Francia |  |  | Luigi VII di Francia |  |
|                                    |                        |                           |                          |  |  |       |  |  | Filippo II di Francia |  |  | Luigi VII di Francia |  |
|                                    |                        | Adèle di Champagne        |                          |  |  |       |  |  | Filippo II di Francia |  |  |                      |  |
| Luigi VIII di Francia              |                        |                           |                          |  |  |       |  |  | Filippo II di Francia |  |  |                      |  |
|                                    |                        | Isabella di Hainaut       | Baldovino V di Hainaut   |  |  |       |  |  |                       |  |  |                      |  |
|                                    |                        | Isabella di Hainaut       | Baldovino V di Hainaut   |  |  |       |  |  |                       |  |  |                      |  |
|                                    |                        | Isabella di Hainaut       | Margherita I di Fiandra  |  |  |       |  |  |                       |  |  |                      |  |
| Carlo I d'Angiò                    |                        | Isabella di Hainaut       |                          |  |  |       |  |  |                       |  |  |                      |  |
|                                    |                        | Alfonso VIII di Castiglia | Sancho III di Castiglia  |  |  |       |  |  |                       |  |  |                      |  |
|                                    |                        | Alfonso VIII di Castiglia | Sancho III di Castiglia  |  |  |       |  |  |                       |  |  |                      |  |
|                                    |                        | Alfonso VIII di Castiglia | Bianca Garcés di Navarra |  |  |       |  |  |                       |  |  |                      |  |
| Bianca di Castiglia                |                        | Alfonso VIII di Castiglia |                          |  |  |       |  |  |                       |  |  |                      |  |
|                                    |                        | Eleonora d'Inghilterra    | Enrico II d'Inghilterra  |  |  |       |  |  |                       |  |  |                      |  |
|                                    |                        | Eleonora d'Inghilterra    | Enrico II d'Inghilterra  |  |  |       |  |  |                       |  |  |                      |  |
|                                    |                        | Eleonora d'Inghilterra    | Eleonora d'Aquitania     |  |  |       |  |  |                       |  |  |                      |  |
| Beatrice d'Angiò                   |                        | Eleonora d'Inghilterra    |                          |  |  |       |  |  |                       |  |  |                      |  |
|                                    | Alfonso II di Provenza | Alfonso II d'Aragona      |                          |  |  |       |  |  |                       |  |  |                      |  |
|                                    | Alfonso II di Provenza | Alfonso II d'Aragona      |                          |  |  |       |  |  |                       |  |  |                      |  |
|                                    | Alfonso II di Provenza | Sancha di Castiglia       |                          |  |  |       |  |  |                       |  |  |                      |  |
| Raimondo Berengario IV di Provenza | Alfonso II di Provenza |                           |                          |  |  |       |  |  |                       |  |  |                      |  |
|                                    |                        | Garsenda di Provenza      | Raniero di Sabran        |  |  |       |  |  |                       |  |  |                      |  |
|                                    |                        | Garsenda di Provenza      | Raniero di Sabran        |  |  |       |  |  |                       |  |  |                      |  |
|                                    |                        | Garsenda di Provenza      | Garsenda di Forcalquier  |  |  |       |  |  |                       |  |  |                      |  |
| Beatrice di Provenza               |                        | Garsenda di Provenza      |                          |  |  |       |  |  |                       |  |  |                      |  |
|                                    |                        | Tommaso I di Savoia       | Umberto III di Savoia    |  |  |       |  |  |                       |  |  |                      |  |
|                                    |                        | Tommaso I di Savoia       | Umberto III di Savoia    |  |  |       |  |  |                       |  |  |                      |  |
|                                    |                        | Tommaso I di Savoia       | Beatrice di Mâcon        |  |  |       |  |  |                       |  |  |                      |  |
| Beatrice di Savoia                 |                        | Tommaso I di Savoia       |                          |  |  |       |  |  |                       |  |  |                      |  |
|                                    |                        | Margherita di Ginevra     | Guglielmo I di Ginevra   |  |  |       |  |  |                       |  |  |                      |  |
|                                    |                        | Margherita di Ginevra     | Guglielmo I di Ginevra   |  |  |       |  |  |                       |  |  |                      |  |
|                                    |                        | Margherita di Ginevra     | Beatrice de Faucigny     |  |  |       |  |  |                       |  |  |                      |  |
|                                    |                        | Margherita di Ginevra     |                          |  |  |       |  |  |                       |  |  |                      |  |